# Stadio comunale (Piancastagnaio)
Lo stadio comunale è un impianto calcistico del comune italiano di Piancastagnaio, in provincia di Siena. Ospita le gare interne della Pianese e dell'Atletico Piancastagnaio.

## Storia
L'iniziativa per la costruzione di un campo sportivo nel comune di Piancastagnaio si deve al commissario prefettizio Vincenzo Forconi, che nel 1932 dà il via ai lavori con un'apposita delibera; il cantiere procede speditamente e viene concluso nel giro di pochi mesi.
Col passare del tempo il campo viene progressivamente implementato, soprattutto nel secondo dopoguerra: l'intervento più significativo è la costruzione di un'ampia tribuna coperta sul lato meridionale, che lo ha trasformato in un vero e proprio stadio capace di circa 1 000 posti a sedere (con possibilità di toccare i 2 500 ammettendo anche spettatori in piedi). Nel 2011 l'originario terreno in erba naturale viene sostituito con un tappeto in erba sintetica.
Dal 1954, a metà del mese di agosto, l'impianto viene temporaneamente trasformato in ippodromo (mediante posa di una pista in sabbia attorno al campo erboso) onde ospitare la corsa ippica a pelo che assegna il Palio di Piancastagnaio, disputato tra le contrade paesane di Borgo, Castello, Coro e Voltaia.
Nel 2013 lo stadio ha ospitato la final four (semifinali e finale) della poule scudetto di Serie D.
Nel 2019 la prima promozione della Pianese nel professionismo impone l'attuazione di alcuni interventi di adeguamento e potenziamento strutturale dello stadio, avendo la società imposto la disponibilità del proprio campo interno come condicio sine qua non per la prosecuzione delle attività. Si procede pertanto all'istituzione di un segmento di tribuna dedicato alle tifoserie ospiti, all'allargamento del campo da gioco (con sostituzione del fondo sintetico), alla stabilizzazione della capienza a circa 1500 posti a sedere (come da canoni della Serie C, previa installazione di seggiolini individuali in gran parte dei settori), alla revisione dei varchi d'afflusso/deflusso del pubblico (con posa di tornelli), all'adeguamento dell'illuminazione e alla realizzazione di un'area dedicata all'accesso delle squadre e degli addetti ai lavori (con spazi di parcheggio per i relativi automezzi); al termine dell'intervento (durante il quale la Pianese si trasferisce allo stadio Carlo Zecchini di Grosseto e l'Atletico Piancastagnaio al campo sportivo di Castell'Azzara) era previsto che lo stadio fosse destinato alla sola pratica calcistica, con trasferimento del Palio in una nuova location. L'Atletico Piancastagnaio in un secondo momento si sarebbe dovuto trasferire al campo sportivo di Saragiolo, riallestito con il manto erboso asportato dallo stadio. Queste circostanze non hanno però trovato, nell'immediato, attuazione: lo stadio ha continuato quindi ad accogliere entrambe le squadre e la corsa ippica.
Nel 2020 una convenzione ha assegnato l'impianto in gestione alla Pianese (ferma restando la possibilità di usufrutto da parte di altri soggetti) per conto dell'amministrazione municipale.
L'11 giugno 2023 lo stadio ha ospitato la finale dello Scudetto Dilettanti di Serie D 2022-2023 tra Sorrento e Sestri Levante, vinta da quest'ultima squadra per 3-1. Sempre nel 2023 si è concretizzato il trasferimento del palio al parco tematico equestre costruito presso il santuario della Madonna di San Pietro, "sgravando" lo stadio dalla corsa ippica.

## Struttura
Lo stadio è una struttura ad uso prettamente calcistico: non è dotato di pista per l'atletica leggera o ausili analoghi e gli spalti (presenti solo sui lati lunghi) si affacciano direttamente sul terreno erboso, da cui sono separati dal cosiddetto "campo per destinazione" (una striscia pavimentata larga 2 metri) e, nel caso della tribuna principale, anche da uno stretto fossato. Data la morfologia non pianeggiante dell'area, l'impianto sorge su un ampio terrazzamento artificiale e la strada retrostante la tribuna maggiore scorre a un livello inferiore rispetto alle altre vie perimetrali.
Gli ingressi per il pubblico sono situati sui lati nord, sud e ovest dello stadio, tra via Gramsci (per la tribuna coperta), via delle Acacie, piazza Spartaco Lavagnini e viale Giuseppe Vespa (per la gradinata scoperta nord).
I locali tecnici e di servizio dell'impianto (spogliatoi, servizi agli spettatori e uffici) sono ubicati in due stabili posti ai lati della gradinata scoperta nord, dietro la quale è altresì situato un centro polisportivo comprendente una palestra coperta e campi da tennis, calcio a 5, pattinaggio a rotelle e basket.
La tribuna meridionale, settore di maggior capienza dello stadio (ospitante anche le postazioni per giornalisti e operatori radiotelevisivi, dal 2020 - previo potenziamento - ubicati in un lungo box prefabbricato completamente chiuso) e unico ad essere dotato di parziale copertura, ospita al suo interno vari uffici e attività commerciali, anche non collegati con la pratica sportiva.
La capienza è di 1 500 posti a sedere, dei quali 855 in tribuna sud e 645 in gradinata nord, tutti dotati di seduta individuale. Ammettendo anche posti in piedi, la capacità sale a 2500 unità.